# Kąpielisko Oporów

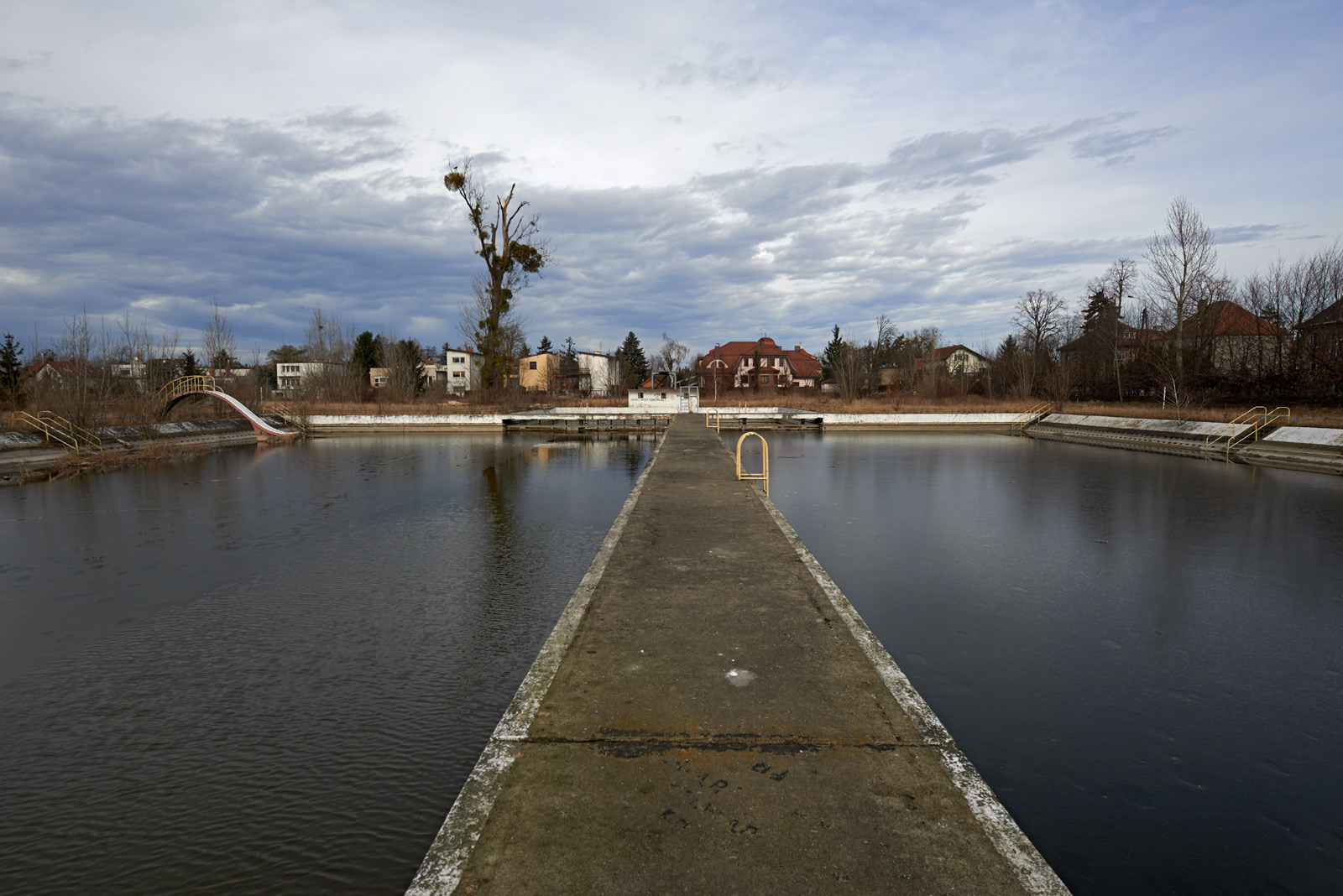
Kąpielisko Oporów

Kąpielisko Oporów (Badesportpark Opperau, Volksbad Opperau – Kąpielisko Ludowe na Oporowie) – kąpielisko położone w południowej części Wrocławia, na osiedlu Oporów, w południowo-wschodniej części dawnej dzielnicy Fabryczna. Zlokalizowane jest przy ulicy Harcerskiej 25, która wcześniej nosiła nazwę Am Sportbad, czyli Przy basenie sportowym. Cały ośrodek obejmował oprócz budynków i budowli związanych z rekreacją wodną i pływaniem, także inne obiekty sportowe związane z uprawianiem sportu i różnych form rekreacji. Projektantem był Richard Konwiarz

## Historia
W miejscu, w którym zbudowano Kąpielisko Oporów, wcześniej eksploatowano złoża gliny dla potrzeb miejscowej cegielni, funkcjonującej do lat 20 XX wieku. Po zakończeniu wydobywania dostępnego surowca z wyrobisk, zostały one zalane wodą. W ten sposób powstały 3 stawy, tzw. glinianki. Mając gotowe wykopy, postanowiono wykorzystać je wraz z przyległym terenem na potrzeby budowy ośrodka sportu i rekreacji obejmującego także otwarte pływalnie. I tak jedna z glinianek została zasypana, drugą pozostawiono jako staw gondolowy, w którym można było pływać tylko w wypożyczonych łodziach i kajakach, a trzeci wykorzystano jako zagłębienie, w którym umieszczono niecki basenów i w ten sposób wykorzystano go do budowy kąpieliska.

## Infrastruktura
Na infrastrukturę całego ośrodka składały się:
- budynek przy ulicy Harcerskiej, w którym znajdowały się między innymi kasy, przebieralnie, bufet i inne niezbędne pomieszczenia,
- brodzik dla dzieci z plażą o powierzchni 2750 m2,
- basen długości 100 m, podzielony wzdłuż na dwie równe części o jednakowej szerokości:
  - dla osób umiejących pływać o głębokości od 2,5 do 3,5 m, oraz
  - dla osób nieumiejących pływać o głębokości od 1 do 1,3 m,
- basen od głębokości około 4 m z wieżą dla skoczków o wysokości 4 m,
- za nim boisko o powierzchni 342 m², które
- otoczone było torem żużlowym o długości 120 m,
- na zachód od basenu znajdowały się trawiaste place sportowe:
  - o powierzchni 7700 m² przeznaczony dla mężczyzn, oraz
  - o powierzchni 7500 m² przeznaczony dla kobiet,
  - plac sportowy przeznaczony dla dzieci o wymiarach 55 × 30 m, posiadał także piaskownicę o powierzchni 400 m²,
- teren przeznaczony do opalania o powierzchni 1540 m², z podziałem na część przeznaczoną dla kobiet i osobno dla mężczyzn,
- staw gondolowy o głębokości 10 m położony w południowej części kompleksu.

## Współcześnie
Współcześnie urządzony został tu także plac zabaw dla dzieci oraz boisko do minikosza.
Kąpielisko, na mocno zredukowanej powierzchni, zostało ponownie uruchomione w czerwcu 2016 roku.